# Итна
Итна (бенг. ইটনা, англ. Itna) — город на востоке Бангладеш, административный центр одноимённого подокруга. Площадь города равна 37,72 км². По данным переписи 2001 года, в городе проживало 20 216 человек, из которых мужчины составляли 52,40 %, женщины — соответственно 47,60 %. Уровень грамотности населения составлял 41 % (при среднем по Бангладеш показателе 43,1 %). 